# Daniël Devriendt
Daniël ("Daan") Devriendt (Wilskerke, 24 maart 1907 – Argentinië, 1988) was een Belgisch beeldhouwer.
Devriendt ontving zijn opleiding tot beeldhouwer aan de academies van Brugge en Gent; hij was ook leerling van Constant Permeke en werd later zijn practicien voor zijn beeldhouwwerken.
Aan de vooravond van de Tweede Wereldoorlog was hij samen met Jan Maes en Gust Michiels het trio jonge beeldhouwersbeloften in Oostende.
Voor de Sint-Godelievekerk in Oostende (arch. Silvain Smis) vervaardigde hij een kruisbeeld en een Sint-Jozef. Hij verzorgde ook decoratieve sculpturen in de Basiliek van Koekelberg. Hij ontwierp verder architecturaal beeldhouwwerk voor de Cinema Forum en voor de Sint-Jozefsschool in Oostende, en tal van gesculpteerde sierschouwen en geveldeurportalen voor privépersonen. Hij sculpteerde ook portretbustes, onder anderen een van de actrice Gella Allaert. Op het bloemenuurwerk in Oostende werd een fontein geplaatst die bestendig water spuit, naar een ontwerp van Daniël Devriendt.
De Tweede Wereldoorlog was een moeilijke tijd voor deze kunstenaar: de bestellingen vielen immers stil. Hij was tijdens de oorlog voorzitter van de lokale Duitsgezinde “Kunstenaarsgild”. In oktober 1941 organiseerde deze vereniging een tentoonstelling “De kunstenaars en de zee” in de zaal Scala (het latere “Wit Paard”) in de Van Iseghemlaan in Oostende. Voor de kunstenaar Arno Breker, die helpers zocht, ging hij vervolgens helpen in het Duitsland van Hitler. Hij hielp er Breker mee het Germaanse Rijk in groteske beelden om te zetten. Omwille van die samenwerking kreeg hij na de oorlog problemen en week uit naar Argentinië. Hij startte er een fabriek van keramische producten.
Willem Vermandere maakte over deze beeldhouwer een liedje: De ballade van Daniël.